# Darkstep
Darkstep is een subgenre van drum and bass dat zich mengt met het genre darkcore met uptempo breakbeats en ambient noises (deze zijn bijna gelijk aan het genre neurofunk). Darkstep is typisch samengesteld in een chromatische toonladder.
De amen break, firebreak en andere breakbeats komen hier dan ook opvallend veel in voor.

## Artiesten
- Arsenic
- Black Sun Empire
- Calyx
- Coman Dante
- Concord Dawn
- Cooh
- Counterstrike
- Current Value
- Diode
- DJ Hidden
- Donny
- Edgey
- Ed Rush
- Enduser
- Evol Intent
- Forbidden Society
- Gein
- Greyone
- Limewax
- Neomind
- C.A.2K
- The Panacea
- Teebee
- SPL
- Typecell